# Bronkowice
Bronkowice is een plaats in het Poolse district  Starachowicki, woiwodschap Święty Krzyż. De plaats maakt deel uit van de gemeente Pawłów en telt 420 inwoners.